# Sara Lindén
Sara Lindén (* 1. September 1983) ist eine schwedische Fußballspielerin. Die Stürmerin debütierte 2008 in der schwedischen Nationalmannschaft.

## Werdegang
Lindén begann mit dem Fußballspielen bei Dalsjöfors GOIF. 2005 schloss sie sich Kopparbergs/Göteborg FC in der Damallsvenskan an. An der Seite von Spielerinnen wie Johanna Almgren, Lisa Ek und Lotta Schelin etablierte sie sich in den folgenden Jahren im Angriff des Klubs und erreichte mit der Mannschaft Plätze im vorderen Mittelfeld. In der Spielzeit 2007 gelang ihr endgültig der Durchbruch, als sie in allen 22 Saisonspielen auf dem Platz stand und mit neun Saisontoren zum Erreichen des vierten Tabellenplatzes beitrug. War sie in der folgenden Spielzeit mit 16 Saisontoren persönlich noch erfolgreicher und bestritt am 27. September 2008 gegen Rumänien ihr Länderspieldebüt, setzte sich die mittlerweile um Spielerinnen wie Lisa Dahlkvist, Linnea Liljegärd, Stina Segerström oder Hedvig Lindahl verstärkte Mannschaft ab der Spielzeit 2009 in der Spitzengruppe der Liga fest. In der Spielzeit 2010, in der Lindén mit 16 Saisontoren neben Manon Melis und Vereinskameradin Linnea Liljegärd zu den drei besten Torschützinnen der Liga zählte, verpasste sie mit dem Verein hinter LdB FC Malmö als Vizemeister den ersten nationalen Titelgewinn ihrer Karriere.